# Ashmeadiella chumashae
Ashmeadiella chumashae là một loài Hymenoptera trong họ Megachilidae. Loài này được Griswold mô tả khoa học năm 1985.